# Мікфалеу
Мікфалеу (рум. Micfalău) — комуна у повіті Ковасна в Румунії. До складу комуни входить єдине село Мікфалеу.
Комуна розташована на відстані 180 км на північ від Бухареста, 21 км на північ від Сфинту-Георге, 47 км на північ від Брашова.

## Населення
У 2009 році у комуні проживали 1865 осіб.

## Зовнішні посилання
- Дані про комуну Мікфалеу на сайті Ghidul Primăriilor